# Aibi Lake
Aibi Lake är en sjö i Kina. Den ligger i den autonoma regionen Xinjiang, i den nordvästra delen av landet, omkring 380 kilometer väster om regionhuvudstaden Ürümqi. Aibi Lake ligger 194 meter över havet. Arean är 1 070 kvadratkilometer. Den sträcker sig 27,1 kilometer i nord-sydlig riktning, och 37,3 kilometer i öst-västlig riktning.
Genomsnittlig årsnederbörd är 212 millimeter. Den regnigaste månaden är juli, med i genomsnitt 29 mm nederbörd, och den torraste är februari, med 8 mm nederbörd.